# Fresh Pond (Queens)

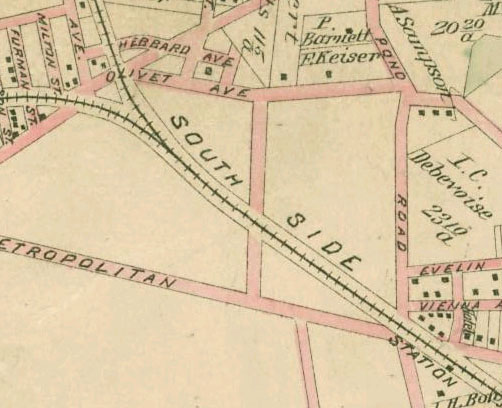

Fresh Pond était un petit quartier de classe moyenne dans l'arrondissement new-yorkais du Queens, séparé de Juniper Valley par les cimetières Lutheran et Mount Olivet. Aujourd'hui, il est considéré comme faisant partie des quartiers environnants de Maspeth, Middle Village, Glendale et Ridgewood (ses voisins au nord-ouest, au nord-est, au sud-est et au sud-ouest, respectivement) et n'est plus désigné sous le nom de "Fresh Pond". À l'origine, la zone a été nommée en raison de deux étangs d'eau douce qui, au début des années 1900, ont été comblés. D'autres étangs étaient plus bas et saumâtres en raison du caractère estuarien de Newtown Creek.
Ses rues principales, Fresh Pond Road, Metropolitan Avenue, Eliot Avenue et 61st Street, se rejoignent au centre commercial de la communauté. Fresh Pond est desservie par les stations Fresh Pond Road et Metropolitan Avenue de la ligne BMT Myrtle Avenue (train M) du métro de New York. C'est également là que se trouve le Fresh Pond Depot pour MTA Bus et New York City Bus. Une ancienne gare de marchandises de la Long Island Rail Road de la Montauk Branch et le Fresh Pond Yard se trouvent à l'est de l'angle de Metropolitan Avenue et de Fresh Pond Road. La branche Bushwick du LIRR, réservée aux marchandises, bifurque en dessous (à l'ouest) de la gare de triage de Fresh Pond avant de traverser Flushing Avenue. Les wagons de marchandises échangent ici avec le New York Connecting Railroad, y compris ceux de Bay Ridge et du New York Cross Harbor Railroad,.
Fresh Pond Road existe depuis des siècles. Pendant la guerre d'Indépendance américaine, les forces britanniques ont poursuivi les militaires américains le long de Fresh Pond Road.